# Anna Olofsson (snowboardzistka)
Anna Olofsson (ur. 17 września 1981 w Östersund) – szwedzka snowboardzistka. Zajęła 22. miejsce w halfpipe’ie na igrzyskach w Turynie. Na mistrzostwach świata najlepszy wynik uzyskała na mistrzostwach w Whistler, gdzie zajęła 5. miejsce w halfpipe’ie. Najlepsze wyniki w Pucharze Świata osiągnęła w sezonie 1999/2000, kiedy to zajęła 25. miejsce w klasyfikacji generalnej, a w klasyfikacji halfpipe’a była czwarta. Jest srebrną (2000) i brązową (1999) medalistką mistrzostw świata juniorów w halfpipe’ie.

## Sukcesy

### Igrzyska olimpijskie
| Miejsce | Dzień     | Rok  | Miejscowość | Konkurencja | Zwycięzca    |
| ------- | --------- | ---- | ----------- | ----------- | ------------ |
| 22.     | 13 lutego | 2006 | Turyn       | Halfpipe    | Hannah Teter |

### Mistrzostwa Świata
| Miejsce | Dzień       | Rok  | Miejscowość          | Konkurencja | Zwycięzca     |
| ------- | ----------- | ---- | -------------------- | ----------- | ------------- |
| 25.     | 27 stycznia | 2001 | Madonna di Campiglio | Halfpipe    | Doriane Vidal |
| 21.     | 16 stycznia | 2003 | Kreischberg          | Halfpipe    | Doriane Vidal |
| 5.      | 22 stycznia | 2005 | Whistler             | Halfpipe    | Doriane Vidal |

### Puchar Świata

#### Miejsca w klasyfikacji generalnej
- 1997/1998 – 77.
- 1998/1999 – 46.
- 1999/2000 – 25.
- 2000/2001 – 36.
- 2001/2002 – –
- 2002/2003 – –
- 2003/2004 – –
- 2004/2005 – –
- 2005/2006 – 61.

#### Miejsca na podium
1. Tandådalen – 13 marca 1998 (Halfpipe) – 2. miejsce
2. Berchtesgaden – 15 stycznia 2000 (Halfpipe) – 2. miejsce
3. Grächen – 22 stycznia 2000 (Halfpipe) – 2. miejsce
4. Tandådalen – 28 stycznia 2000 (Halfpipe) – 2. miejsce
5. Arosa – 13 marca 2003 (Halfpipe) – 1. miejsce
6. Tandådalen – 5 grudnia 2003 (Halfpipe) – 3. miejsce
7. Kreischberg – 24 stycznia 2004 (Halfpipe) – 2. miejsce
8. Tandådalen – 18 marca 2005 (Halfpipe) – 3. miejsce

- W sumie 1 zwycięstwo, 5 drugich i 2 trzecie miejsca.